# Family Jewels
A Family Jewels az ausztrál AC/DC együttes videóklipjeit tartalmazó DVD. 2005 márciusában jelent meg. Kiadója az Epic-Sony.
2 lemezes DVD-kiadvány, angol nyelvű diszkográfiával, ezüst színű keményborítóban. Teljes játékidő: 150 perc.

## Tartalom

### DVD 1: Bon Scott-korszak (1975-1980)
1. Baby Please Don't Go (1975)
2. Show Business (1975)
3. High Voltage (1975)
4. It's a Long Way to the Top (If You Wanna Rock 'N' Roll) (1976)
5. T.N.T. (1976)
6. Jailbreak (1976)
7. Dirty Deeds Done Dirt Cheap (1976)
8. Dog Eat Dog (1977)
9. Let There Be Rock (1977)
10. Rock 'N' Roll Damnation (1978)
11. Sin City (1978)
12. Riff Raff (1978)
13. Fling Thing / Rocker (1978)
14. Whole Lotta Rosie (1978)
15. Shot Down in Flames (1979)
16. Walk All Over You (1979)
17. Touch Too Much (1979)
18. If You Want Blood (You've Got It) (1979)
19. Girls Got Rhythm (1980)
20. Highway to Hell (1980)

Közreműködők
- Bon Scott (ének)
- Angus Young (szólógitár)
- Malcolm Young (ritmusgitár)
- Phil Rudd (dobok)
- Mark Evans (basszusgitár; 1-9. számok)
- Cliff Williams (basszusgitár; 10-20. számok)

### DVD 2: Brian Johnson-korszak (1980-1991)
1. Hells Bells (1980)
2. Back in Black (1980)
3. What Do You Do for Money Honey (1980)
4. Rock and Roll Ain't Noise Pollution (1980)
5. Let's Get It Up (1981)
6. For Those About to Rock (We Salute You) (1983)
7. Flick Off the Switch (1983)
8. Nervous Shakedown (1983)
9. Fly on the Wall (1985)
10. Danger (1985)
11. Sink The Pink (1985)
12. Stand Up (1985)
13. Shake Your Foundations (1985)
14. Who Made Who (1986)
15. You Shook Me All Night Long (1986)
16. Heatseeker (1987)
17. That's The Way I Wanna Rock 'N' Roll (1988)
18. Thunderstruck (1990)
19. Moneytalks (1990)
20. Are You Ready (1991)

Közreműködők
- Brian Johnson (ének)
- Angus Young (szólógitár)
- Malcolm Young (ritmusgitár)
- Cliff Williams (basszusgitár)
- Phil Rudd (dobok; 1-6. számok)
- Simon Wrights (dobok; 7-17. számok)
- Chris Slade (dobok; 18-20. számok)

## Külső hivatkozások
- IMDB.com